# Cilumping
Cilumping is een bestuurslaag in het regentschap Cilacap van de provincie Midden-Java, Indonesië. Cilumping telt 793 inwoners (volkstelling 2010).